# Држава Словенаца, Хрвата и Срба
Држава Словенаца, Хрвата и Срба (кратко Држава СХС), била је краткотрајна држава која је настала након распада Аустроугарске на крају Првог светског рата, и сачињавали су је делови монархије у којима су јужнословенски народи чинили већинско становништво. Ова држава трајала је мало више од месец дана (од 29. октобра до 1. децембра 1918) и уграђена је у Краљевину Срба, Хрвата и Словенаца. У току њеног краткотрајног постојања на међународном пољу, Државу СХС званично је признала једино Краљевина Србија.

## Историја
Ова држава је основана након одлуке хрватског Сабора да прекине све државно-правне везе с Аустријом и Угарском, а први јој је орган био Народно вијеће СХС, основано у Загребу 29. октобра 1918. године, на челу са словеначким политичарем Антоном Корошцем. Његови потпредседници били су Светозар Прибићевић и др Анте Павелић -Старији (зубар из Загреба, којег не треба мешати с каснијим вођом усташког покрета).
Држава се номинално састојала од делова бивше Аустроугарске у којима су већину сачињавали Словенци, Хрвати и Срби. То су биле следеће територије:
- Хрватска и Славонија (територије бивше банске Хрватске, Славоније и Војне крајине који су били уживали аутономију унутар мађарског дела бивше монархије)
- грофовије Крањска, Горењска, Корушка и Штајерска (територије данашње Словеније којима се управљало директно из Беча)
- Истра (којом се управљало директно из Беча)
- Далмација (којом се управљало из Беча)
- Босна и Херцеговина (аустро-угарски кондоминијум)
- град Ријека, којим се управљало из Будимпеште.

Народно вијеће је планирало у нову државу укључити и подручје Војводине (Бачку, Банат и Барању) — али су се тамошњи српски политичари прикључили Српском народном одбору у Новом Саду и прогласили прикључење Српске Војводине Краљевини Србији, а 24. новембра 1918. је скупштина у Руми прогласила прикључење Срема, до тада формално у саставу Славоније, Србији.

### Проблеми
У међувремену се испоставило како Народно вијеће нема ресурсе успоставити ефикасну власт на подручјима под својом номиналном контролом. По селима су харале банде зеленог кадра, а по градовима беснеле демонстрације и разни покушаји бољшевичке револуције.
Много озбиљнију опасност по нову државу је представљала чињеница да није међународно призната, што су покушале искористити неке суседне државе како би се територијално прошириле на њену штету. У томе је највише успеха имала Краљевина Италија, која је након потапања бојног брода Вирибус Унитис (само два дана након примопредаје флоте Народном вијећу СХС — 31. октобра 1918) и практичне неутрализације бивше аустроугарске флоте у Пули, искористила слабост нове државе и без већег отпора окупирала Истру, Ријеку, Трст, Словенско приморје и велике делове Далмације — територије које су јој имале припасти по лондонском уговору као награда за ступање у рат на страни Антанте.
Истовремено су избили оружани сукоби с аустријским трупама које су настојале преузети власт у Марибору и другим деловима Словеније, док су мађарске снаге слично покушале учинити у Прекомурју и Међимурју.
Народно вијеће је врло брзо схватило да једину алтернативу комадању земље и анархији представља њено што брже уједињење са Србијом, која је из рата изашла као победник на страни Антанте. У складу с тим је у Београд послана делегација која је спровела формално уједињење Државе СХС и Краљевине Србије у нову државу под називом Краљевина Срба, Хрвата и Словенаца, 1. децембра 1918. године.